# Josip Vidmar
Josip Vidmar (14. října 1895, Lublaň, Rakousko-Uhersko – 11. dubna 1992, Lublaň, Slovinsko) byl slovinský literární kritik a esejista, který se podílel na slovinském odboji v průběhu druhé světové války. Sehrával také významnou roli v kulturní politice titovské Jugoslávie od poloviny padesátých do poloviny sedmdesátých let.

## Život a politická činnost
Narodil se v Lublani, kde vystudoval gymnázium a filozofickou fakultu. V letech 1934 až 1941 byl dramaturgem Národního divadla v Lublani. V meziválečném období vzrostlo jeho postavení mezi literárními a politickými kritiky. V roce 1933 publikoval esej Kulturní problémy slovinské identity (Kulturni problem slovenstva), ve které reflektoval centralistickou politiky prvního jugoslávského království, přičemž se zaměřil na utváření jugoslávského kulturního a politického národa.
Po zhroucení Jugoslávie v dubnu 1941 se stal spoluzakladatelem Osvobozenecké fronty (Osvobodilna fronta). Ke konci války byl jejím předsedou. Členem AVNOJe byl od jeho druhého zasedání. Po skončení války se stal předsedou jugoslávského Svazového lidového svazového sněmu (později Sněmovny republik a oblastí). V letech 1945 až 1953 byl předsedou slovinského parlamentu. V letech 1952 až 1976 byl předsedou Slovinské akademie věd a umění a v letech 1950 až 1964 vedoucím Akademického výzkumného centra.
Překládal z ruštiny, francouzštiny, němčiny, češtiny, chorvatštiny a srbštiny do slovinštiny, především divadelní hry a díla dramatiků jako Arbuzova, Gogola,Gribojedova, Krleži, Nušiće, Puškina či Tolstého. V roce 1948 obdržel Cenu svazové vlády za překlad Molièrova díla.
Byl nositelem Řádu národního hrdiny, Řádu zásluh o národ, Řádu bratrství a jednoty, Partyzánské pamětní medaile 1941 a jednoho polského vyznamenání. Zemřel v Lublani.